# Trætte Mænd
Trætte Mænd er en roman af Arne Garborg, som første gang blev udgivet i 1891. Indholdet gjorde bogen til en af de mest debatterede europæiske romaner i slutningen af 1890'erne. Romanen fokuserede nemlig på forholdet mellem mænd og kvinder, med emner som kærlighed, kønsroller og kristendom. 